# Малые Кокузы
Ма́лые Коку́зы (тат. Кече Күккүз) — деревня в Апастовском районе Республики Татарстан, в составе Большекокузского сельского поселения.

## Этимология названия
Топоним произошёл от татарского слова «кече» (малый) и ойконима «Күккүз» (Кокузы).

## География
Деревня находится на реке Сухая Улема, в 20 км к северо-востоку от районного центра, посёлка городского типа Апастово.

## История
В окрестностях деревни выявлены археологические памятники: Малококузские стоянка I (приказанская культура), стоянка Iа (энеолит), стоянка II (неолит), стоянки III–V (неолит – бронза), селище (булгарский памятник золотоордынского периода).
Деревня основана в XVII веке.
В XVIII – первой половине XIX веков жители относились к категории государственных крестьян. Основные занятия жителей в этот период – земледелие и скотоводство.
В начале XX века в деревне функционировали мечеть, водяная мельница, крупообдирка, 3 мелочные лавки. В этот период земельный надел сельской общины составлял 905 десятин.
До 1920 года деревня входила в Старо-Барышевскую волость Тетюшского уезда Казанской губернии. С 1920 года в составе Тетюшского, с 1927 года – Буинского кантонов ТАССР. С 10 августа 1930 года в Апастовском, с 1 февраля 1963 года в Тетюшском, с 4 марта 1964 года в Апастовском районах.
С 1930 года деревня входила в сельхозартель «Кызыл нигез».

## Население
| 1782 | 1859 | 1897 | 1908 | 1920 | 1926 | 1938 | 1949 | 1958 | 1970 | 1979 | 1989 | 2002 | 2010 | 2015 |
| ---- | ---- | ---- | ---- | ---- | ---- | ---- | ---- | ---- | ---- | ---- | ---- | ---- | ---- | ---- |
| 79   | 259  | 586  | 699  | 752  | 561  | 567  | 495  | 556  | 525  | 466  | 327  | 321  | 267  | 242  |

Национальный состав села: татары.

## Экономика
Жители работают преимущественно в сельскохозяйственном предприятии «Свияга», занимаются полеводством, молочным скотоводством.

## Объекты образования, культуры и медицины
В селе действуют детский сад, сельский клуб, фельдшерско-акушерский пункт.

## Религиозные объекты
Мечеть (2002 год).